# Dallas Mavericks 2001-2002
La stagione 2001-2002 dei Dallas Mavericks fu la 22ª nella NBA per la franchigia.
I Dallas Mavericks arrivarono secondi nella Midwest Division della Western Conference con un record di 57-25. Nei play-off vinsero il primo turno con i Minnesota Timberwolves (3-0), perdendo poi la semifinale di conference con i Sacramento Kings (4-1).

## Risultati
| Squadra                | V  | P  | PCT  | GB |
| ---------------------- | -- | -- | ---- | -- |
| San Antonio Spurs      | 58 | 24 | 70,7 | -  |
| Dallas Mavericks       | 57 | 25 | 69,5 | 1  |
| Minnesota Timberwolves | 50 | 32 | 61,0 | 8  |
| Utah Jazz              | 44 | 38 | 53,7 | 14 |
| Houston Rockets        | 28 | 54 | 34,1 | 30 |
| Denver Nuggets         | 27 | 55 | 32,9 | 31 |
| Memphis Grizzlies      | 23 | 59 | 28,0 | 35 |

## Roster
| N° | Naz.                   | Ruolo | Sportivo          | Anno | Alt. | Peso |
| -- | ---------------------- | ----- | ----------------- | ---- | ---- | ---- |
| 1  | Stati Uniti (bandiera) | A     | Donnell Harvey    | 1980 | 203  | 100  |
| 2  | Stati Uniti (bandiera) | G     | Darrick Martin    | 1971 | 180  | 77   |
| 2  | Stati Uniti (bandiera) | GA    | Johnny Newman     | 1963 | 201  | 86   |
| 3  | Stati Uniti (bandiera) | G     | Charlie Bell      | 1979 | 191  | 91   |
| 4  | Stati Uniti (bandiera) | GA    | Michael Finley    | 1973 | 201  | 98   |
| 5  | Stati Uniti (bandiera) | A     | Juwan Howard      | 1973 | 206  | 109  |
| 5  | Stati Uniti (bandiera) | G     | Avery Johnson     | 1965 | 178  | 79   |
| 6  | Stati Uniti (bandiera) | AC    | Danny Manning     | 1966 | 208  | 104  |
| 7  | Stati Uniti (bandiera) | GA    | Adrian Griffin    | 1974 | 196  | 98   |
| 9  | Francia (bandiera)     | A     | Tariq Abdul-Wahad | 1974 | 198  | 101  |
| 10 | Stati Uniti (bandiera) | G     | Tim Hardaway      | 1966 | 183  | 79   |
| 13 | Canada (bandiera)      | G     | Steve Nash        | 1974 | 191  | 88   |
| 14 | Messico (bandiera)     | A     | Eduardo Nájera    | 1976 | 203  | 109  |
| 16 | Cina (bandiera)        | C     | Wang Zhizhi       | 1977 | 213  | 116  |
| 21 | Stati Uniti (bandiera) | G     | Greg Buckner      | 1976 | 193  | 95   |
| 31 | Stati Uniti (bandiera) | G     | Nick Van Exel     | 1971 | 185  | 77   |
| 41 | Germania (bandiera)    | A     | Dirk Nowitzki     | 1978 | 213  | 108  |
| 42 | Stati Uniti (bandiera) | C     | Evan Eschmeyer    | 1975 | 211  | 116  |
| 44 | Stati Uniti (bandiera) | C     | Shawn Bradley     | 1972 | 229  | 107  |
| 45 | Stati Uniti (bandiera) | AC    | Raef LaFrentz     | 1976 | 211  | 109  |

## Staff tecnico
- Allenatore: Don Nelson
- Vice-allenatori: Donn Nelson, Del Harris, Charlie Parker, Rolando Blackman, Sidney Moncrief
- Vice-allenatore per lo sviluppo dei giocatori: Brad Davis
- Preparatore atletico: Roger Hinds
- Assistente preparatore: Steve Smith
- Preparatore fisico: Brett Brundardt